# Либертинизм
Либертини́зм (ново-лат., от лат. lībertīnus — вольноотпущенник), также употребителён термин либертина́ж (фр. libertinisme, libertinage) — название нигилистической философии, отрицающей принятые в обществе нормы (прежде всего этические, моральные и нравственные). Течение возникло в первые десятилетия XVI века в учёной среде как вызов проповедникам религиозной, этичной, моральной  и нравственной реставрации. В настоящее время термин «либертин» ассоциируется с образом «безбожного развратника», однако его негативный смысл возник благодаря идейным противникам; в исходном значении понятие означает свободомыслящего, инакомыслящего, вольнодумца. Словарь[какой?] XVII века определяет человека, приверженного к либертинизму, как нечестивого по отношению к религии, сексуально развращенного. Однако так же, как и того, «кто ненавидит ограничения, кто следует за своим естеством, не отступая от честности».
Либертинами (либертенами) в XVII—XVIII веках называли сторонников свободной, гедонистической морали. Это те люди, которые потворствуют плотским удовольствиям (или даже групповой сексуальности), то есть это проявление свободы, выходящей за пределы обычной морали. Эти, как правило, представители высшей знати и их клиентелы, создававшие тайные сети дружеских связей, основанных на общности эротических вкусов. Во Франции существовала особая либертенская субкультура.
Впервые этот термин был применён Жаном Кальвином к деятельности голландской секты анабаптистов, которая отвергала многие общественные нормы.
Со временем слово «либертин» стало означать свободу от ограничений, в частности социальных, моральных и религиозных норм. Эта философия приобрела сторонников в XVIII и XIX веках во Франции и Англии. Заметным идеологом либертинизма был маркиз де Сад. В наше время[когда?] либертинизм ассоциируется[кем?] с либертарианством (что некорректно), садомазохизмом, нигилизмом, свободной любовью и свингом.

## Проявление либертинизма в XVII веке
Переосмыслив теории греческого философа Эпикура, можно сказать, что первые идеи либертинизма родились в XVI веке в Италии (Кардан, Парацельс, Макиавелли), а затем получили своё развитие в следующем веке благодаря Гассенди. Подтверждая моральную автономность человека перед лицом религиозной власти (особенно спекулятивный аспект свободы разума), либертинизм продолжает развиваться в XVIII веке по современной форме критического мышления. Критикуя догматизм, либертинизм опровергает понятие философской системы.
Последователи либертинизма считают, что все во вселенной есть материя, которая существует сообразно своим законам. Они считают, что понимание и осознание законов, по которым существует мир, является единственной причиной, отрицающей для многих понятие Творца. В политическом плане последователи либертинизма считают, что священники потворствуют господству князей над народами, транслируя в народ угодные им мысли, а также создавая суеверия. В частности, школа Падуи бросила своеобразный вызов чудесам и оракулам, утверждая простое существование естественного детерминизма.
Хотя французская монархия основана на божественной легитимности, ясно прослеживается угроза, создаваемая индивидами, которые хотят, чтобы они были независимы от любых религиозных или моралистических ограничений, установленных Церковью, государством или Традицией.
Приверженцем философии либертинизма был известный английский поэт и драматург времён Реставрации фаворит короля Карла II Джон Уилмот, 2-й граф Рочестер, покаявшийся и обратившийся к Богу на смертном одре, жизни которого посвящён фильм Лоуренса Данмора (англ.) «Распутник» (2004).

## Либертинская литература XVIII века
Невозможно говорить о либертинской литературе, не вспоминая имена таких писателей, как Кребильон, Сад или Лакло, принадлежащих к веку под названием «Просвещения» (от фр. lumière свет). Однако можно сказать, что «либертинские авторы» появились ещё в XVI веке, но данная мысль новой свободы не фигурировала в их произведениях. Таким образом, историки гуманизма были обвинены в «разврате», который несли их произведения, которые ставили под сомнение официальную версию истории, которая часто презирала монархию и её самых влиятельных представителей.
В XVIII веке любые произведения, пропагандирующие идею либертинизма, принимают совершенно новое измерение. В романах наиболее часто фигурирует свобода мысли и действий, которые чаще всего характеризуются моральной развращенностью, эгоистическим поиском удовольствия, даже самоудовлетворения. Основные работы, такие, как «Опасные связи» Лакло и «Заблуждения сердца и ума» Креббиона-сына, ввели новые кодексы, новый способ мышления, написание и описание явления либертинизма. Жизнь в обществе представлена как игра обмана, где герои-либертины потворствуют совершенствованию новых культурных кодов и созданию нового типа проблем. Соблазнение — это сложное искусство, которое предполагает вызов, желание или чувство собственного достоинства. Женщина идентифицируется как жертва, которую необходимо «взять на себя», которая поддаётся относительно быстро, уступая «охотнику». Часто обнаруживаются, расточаемые развратником, просвещения в сексуальности, цинизме, поведении, принятому в обществе, предназначенному для того, кто преуспеет в своих намеченных планах. Правильно подобранные слова и фразы, зачастую двусмысленные, но при этом всегда одухотворенные вызывают в нашем современном сознании ассоциацию с распущенной литературой, то есть либертинской литературой.

## Критика
В XX веке итальянский мыслитель Аугусто дель Носе сформулировал понятие «массового либертинизма». Этот термин послужил обозначением последнего этапа современного, буржуазного материализма, который является ещё более пагубным для христианских ценностей, чем исторический материализм Маркса. Первым принципом современного буржуазного общества является не атеизм как таковой, который оставался бы неразрывно связан с теологией, которую он отрицал, но крах всех политических идеологий и всех культурных традиций. Этот нигилизм переводится «массовым либертинизмом», носителем «отрицательной свободы» (здесь необходимо уточнить, что в данном контексте либертинизм всегда является «негативной» свободой), которая является инструментом манипулирования и порабощения самих масс.